# Agostino Guerresi
Agostino Guerresi (San Fili, 10 marzo 1880 – San Lucido, 21 febbraio 1961) è stato un prefetto e politico italiano.

## Biografia
Laureato in medicina si dedica alla professione medica fino a tutto il periodo della prima guerra mondiale, cui prende parte come primo capitano medico. Iniziato in Massoneria nella Loggia Germinal di Paola (Cosenza), nel 1920 è membro della Loggia Giuseppe Garibaldi, ancora a Paola.  Sempre nel 1920 aderisce ai Fasci italiani di combattimento e nel 1922 al Partito Nazionale Fascista. Con l'avvento del regime entra nell'amministrazione dell'interno e dal 1923 al 1934 è prefetto a Cosenza, Messina, Matera, Sassari, Ravenna e presso la direzione generale della pubblica sicurezza. Nominato senatore a vita nel 1939 aderisce in seguito alla Repubblica sociale italiana. Dichiarato decaduto dall'Alta Corte di Giustizia per le Sanzioni contro il Fascismo con sentenza del 28 dicembre 1944.